# Казахстан на пісенному конкурсі Євробачення
Казахстан ніколи не брав участі в Пісенному конкурсі Євробачення через те, що країна не була членом Європейської мовної спілки.
З 2016 року телеканал «Хабар» став асоційованим членом ЄМС, проте згідно з чинними правилами все ще не має права брати участь у Євробаченні. Це пов'язано з тим, що тільки країни, які входять до Європейської зони радіомовлення, можуть брати участь у конкурсі, за винятком Австралії, яка отримала запрошення на конкурс через 30 років після асоційованого члена в ЄМС.
Попри те, що Казахстан жодного разу не брав участі в конкурсі, трансляції на території країни проводились з 2008 року. Коментування конкурсу почалось у 2011 році й продовжується надалі, за винятком 2015 року.

## Історія
18 грудня 2015 року було оголошено, що Агентство Хабар, головне ЗМІ в Казахстані, стало асоційованим членом ЄМС, але країна все ще не мала права брати участь у конкурсі згідно з чинними правилами, що передбачають необхідність належності до Європейської зони радіомовлення.
22 грудня 2017 року 31 канал оголосив, що Казахстан планує дебют у конкурсі 2019 року завдяки новоствореному члену ЄБУ. Проте цього не відбулося.
У 2018 році країні вдалося дебютувати на Дитячому Євробаченні-2018 разом з Уельсом. Представницею Казахстану стала Данелія Тулєшова, що посіла 6 місце. 30 липня 2018 року ЄМС заявила, що рішення про запрошення Казахстану на конкурс було прийнято виключно довідковою групою Дитячого Євробачення, і в цей час на основний Пісенний конкурс не планується запрошувати асоційованих членів, крім Австралії. 22 листопада 2018 року Юн Ула Санн заявив на пресконференції, що «нам потрібно обговорити, чи зможемо ми запросити нашого асоційованого члена Казахстан взяти участь у дорослому Євробаченні в майбутньому, але це частина ширшої дискусії в ЄМС». Пізніше стало відомо, що наміри запрошувати країну на Євробачення наразі відсутні.
8 липня 2025 року Кемельбек Ойшибаєв, голова ради директорів казахстанського мовника «Хабар», заявив, що на останніх загальних зборах Європейської мовної спілки (ЄМС) в червні обговорювався потенційний дебют країни на Євробаченні. Ноель Курран, генеральний директор ЄМС, позитивно відреагував на пропозицію Ойшибаєв запросити Казахстан на конкурс, і зазначив, що питання можливого дебюту країни на конкурсі буде обговорено на наступному засіданні ЄМС.

## Приєднання до ЄМС
У 2012 році стало відомо, що Казахстан веде переговори щодо вступу до Європейської мовної спілки (ЄМС).
Всі спроби переговорів щодо вступу Казахстану до цієї організації були безрезультатними, оскільки Європейська мовна спілка пред'являє високі вимоги. Потенційний член ЄМС повинен бути активним користувачем послуг спілки, регулярно купувати дорогі права на трансляцію великих заходів та мати власну технічну базу на високому рівні. Після відкриття телерадіокомплексу «Қазмедиа орталығы» всі технічні вимоги були виконані.

## Коментатори
| Рік  | Коментатори півфіналу та фіналу           | Глашатаї                     |
| ---- | ----------------------------------------- | ---------------------------- |
| 2008 | Євробачення не коментувалось              | Країна не допущена до участі |
| 2009 | Євробачення не коментувалось              | Країна не допущена до участі |
| 2010 | Євробачення не коментувалось              | Країна не допущена до участі |
| 2011 | Роман Райфєльд і Калдибєк Жайсанбай       | Країна не допущена до участі |
| 2012 | Нурбєргєн Махамбєтов і Калдибєк Жайсанбай | Країна не допущена до участі |
| 2013 | Роман Райфєльд і Калдибєк Жайсанбай       | Країна не допущена до участі |
| 2014 | Діана Снєгіна і Калдибєк Жайсанбай        | Країна не допущена до участі |
| 2015 | Євробачення не коментувалось              | Країна не допущена до участі |
| 2016 | Калдибєк Жайсанбай і Діана Снєгіна        | Країна не допущена до участі |
| 2017 | Калдибєк Жайсанбай і Діана Снєгіна        | Країна не допущена до участі |
| 2018 | Калдибєк Жайсанбай і Діана Снєгіна        | Країна не допущена до участі |
| 2019 | Калдибєк Жайсанбай і Махаббат Єсен        | Країна не допущена до участі |
| 2021 | Калдибєк Жайсанбай і Махаббат Єсен        | Країна не допущена до участі |